# Victor Charles Hageman

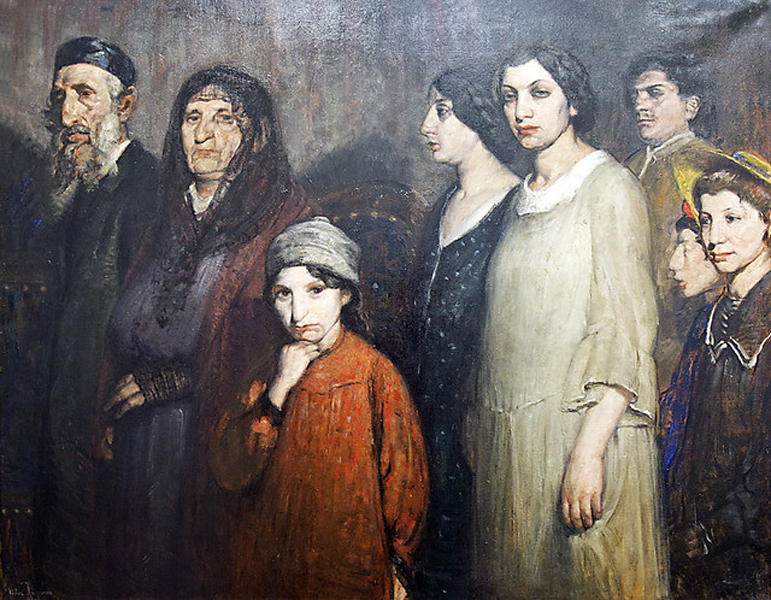
Die Emigranten

Victor Charles Hageman (* 5. Februar 1868 in Antwerpen; † 24. Oktober 1938 in Uccle/Ukkel) war ein belgischer Genre- und Porträtmaler.
Hageman studierte an der Koninklijke Academie voor Schone Kunsten van Antwerpen.
Einen wichtigen Teil seines Schaffens nahm das Leben der jüdischen Auswanderer aus Russland ein, die in Antwerpen ihre Seereise nach Amerika antraten. Er malte das Alltagsmilieu des Amsterdamer Hafens – Hafenarbeiter, Seeleute, Landstreicher, aber vor allem die Auswanderer, die er mit ergreifendem Realismus darstellte. Häufig beschäftigte er sich auch mit dem Thema „Mutter und Kind“.
Er war ab 1891 Mitglied der „Als Ik Kan“-Gruppe. 1905 wurde er Gründungsmitglied des Vereins „Kunst van Heden“ und stellte auch für diesen aus. 1913 ließ er sich in Uccle nieder. Ab 1904 nahm er an Kunstausstellungen teil, u. a. am Salon de L’Art contemporain in Antwerpen 1908, Kunstverbond 1918, Brüsseler Salon 1910, 1912 und 1913, an der Großen Kunstausstellung Düsseldorf 1911 und 1918, im Münchener Glaspalast 1913.